# 雪見御所

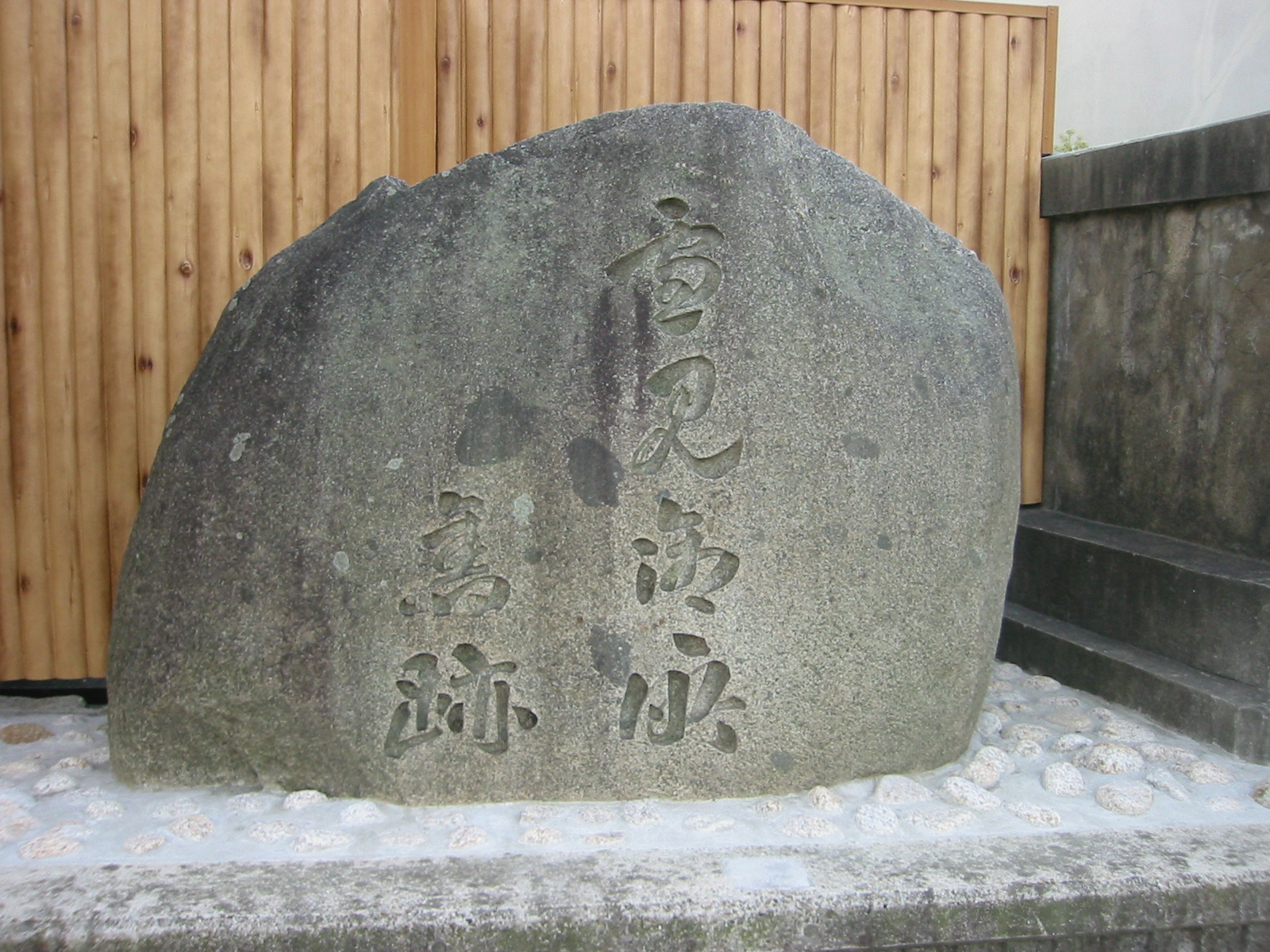
雪見御所碑

雪見御所（ゆきみのごしょ）は、平安時代末期に摂津国福原京（現・兵庫県神戸市兵庫区雪御所町）にあった平清盛の邸宅。雪之御所、雪御所とも。
仁安3年（1168年）に出家した清盛は遁世生活に入り、福原に別荘である雪見御所を構えて日宋貿易拡大の拠点とした。『山槐記』治承4年11月21日（1180年12月9日）条に安徳天皇の「本皇居」を「禅門（清盛）の家、雪御所の北なり」と記している。
明治時代に礎石や土器類が多数発掘され、旧・神戸市立湊山小学校の校庭に「雪見御所旧跡」の碑が建てられている。昭和53年（1978年）の小学校建て替えに伴う調査では平氏時代と断定出来る遺物は発見されていない。